# Доротея Марія Льош
Доротея Марія Льош (швед. Dorothea Maria Lösch, у шлюбі Теслеф (Theslef); 1730—1799) — шведська морська капітан, учасниця російсько-шведської війни 1788—1790 років, нехудожня письменниця.

## Життєпис
Народилася 1730 року в родині ювеліра Генріка Якоба Лоша (Henrik Jakob Losch) зі Стокгольма та його дружини Доротеї Марії Беймс (Dorothea Maria Beyms).
1756 року Доротея одружилася з фінським морським капітаном Мортеном Йоханом Теслефом (Mårten Johan Thesleff, 1705—1777), народила одинадцятеро дітей.
Льош була учасницею російсько-шведської війни 1788—1790 років і під час однієї з битв у обстановці, що склалась, командувала шведським кораблем Armida під час Роченсальмської битви 9-10 липня 1790 року. За це її удостоєно звання головного моряка шведського флоту. Хоча це був чисто почесний, церемоніальний титул, вона, проте, була першою жінкою з цим званням. Пізніше за цей подвиг шведський король Густав III присвоїв їй звання капітана шведського флоту.
Також Доротея Льош є авторкою книги про те, як лікувати віспу: «Beskrivning af et bepröfvat medel emot Kopp-ärr» (Стокгольм, 1765).
Померла 2 лютого 1799 року в Стокгольмі.